# Declaración de la Unión Africana sobre los cambios inconstitucionales de gobierno
La Declaración de la Unión Africana sobre los cambios inconstitucionales de gobierno es una declaración aprobada por la Unión Africana en 2000 en su Carta de Constitución y que, básicamente, establece el no reconocimiento de las autoridades que se establezcan en los países miembros vulnerando las normas constitucionales, en especial en los supuestos de golpe de Estado. El antecedente de la norma lo constituye la declaración de Argel de 1999, aprobada por el antecesor de la Unión, la Organización de la Unidad Africana, que prohibía y sancionaba los cambios de gobierno inconstitucionales. Normas similares han sido establecidas en otros organismos internacionales multilaterales de África.